# Ministerio de Ferrocarriles (China)
El Ministerio de Ferrocarriles de China (en chino: 铁道部) formaba parte del Consejo de Estado de la República Popular China y tenía a su cargo la administración, planificación y expansión de los ferrocarriles de China a través de China Railways.
La red ferroviaria estaba administrada mediante 14 Burós regionales. Las operaciones diarias eran controladas por el nivel más bajo de la jerarquía administrativa: las estaciones y talleres. Entre la división regional y el nivel operativo existía una estructura intermedia denominada Tie lu fen ju (en español: Subestaciones de ferrocarril), pero fue suprimida en 2005. El ministerio manejaba la planificación y ejecución de obras para el ferrocarril de manera centralizada desde las oficinas en Pekín.
En 2013 el Ministerio de Ferrocarriles desapareció como ministerio independiente y pasó a conformar el Ministerio de Transporte de la República Popular China. Para encargarse de la planificación y desarrollo, una de las actividades del Ministerio de ferrocarriles, el nuevo Ministerio de Transporte creó la Administración Nacional de Ferrocarriles, mientras que China Railway Corporation se mantuvo como la operadora ferroviaria.
En julio de 2013 Liu Zhijun, el último Ministro de Ferrocarriles, fue sentenciado a la pena de muerte por corrupción.